# Едвін фон Мантойффель
Барон Карл Рохус Едвін фон Мантойффель (нім. Karl Rochus Edwin Freiherr von Manteuffel; 24 лютого 1809, Дрезден — 17 червня 1885, Карлсбад) — прусський і німецький воєначальник, генерал-фельдмаршал (19 вересня 1873). Кавалер Великого хреста Залізного хреста.

## Біографія

### Молоді роки
Виходець із старовинного аристократичного роду, члени якого, в тому числі і батько Мантойффеля, займали високі військові і державні пости. Зарахований в прусську армію в 1827 році в чині драгунського лейтенанта. Завдяки родинним зв'язкам служив в Берліні, в 1834-36 роках навчався у Військовій академії, раніше відвідував лекції в Берлінському університеті Фрідріха-Вільгельма. Після закінчення академії призначений ад'ютантом губернатора Берліна генерал-фельдмаршала Карла фон Мюффлінга, а потім принца Альбрехта. Разом з принцом в складі військової місії їздив в Санкт-Петербург, де був представлений імператору Миколі I, познайомився зі спадкоємцем престолу великим князем Олександром Миколайовичем і завівся великими зв'язками при російському дворі. Згодом це зіграло важливу роль в долі Мантойффеля.

### Стрімка кар'єра
Призначення Мантойффеля до вищих генералів дали йому можливість зробити стрімку кар'єру, і він цю можливість не упустив. Під час революції 1848-49 років в Німеччині, коли король і двір перебували в повній розгубленості, Мантойффель зберіг холоднокровність і виступив за рішучі дії проти повсталих, аж до застосування артилерії. Після придушення революції призначений флігель-ад'ютантом короля Пруссії Фрідріха Вільгельма IV. З 1854 року командував 5-м уланським полком, потім — командир 3-ї кавалерійської бригади. У 1856 році прямував для участі в переговорах у Відень і в Санкт-Петербург, в останньому зустрічався з уже імператором Олександром II.
З 1857 року був керівником прусського військового кабінету — постійно діючого органу при королі, який вирішував найважливіші військово-політичні питання і традиційно володів великим впливом у Пруссії. Мантойффель в ті роки був відомий також як керівник військового офіцерського гуртка, що проповідує вкрай консервативні погляди. Відстоював принцип кастовості у формуванні офіцерського корпусу, категорично виступав проти допуску на офіцерські посади вихідців з усіх інших станів, незважаючи на заслуги і здібності. У ті роки багато в Пруссії вважали, що Мантойффель здійснює вкрай реакційний вплив на короля і його найближче оточення, подібні заяви в 1860 році стали причиною дуелі Мантойффеля з одним з видних прусських лібералів. Мантойффель поранив свого суперника, за що був ув'язнений у фортецю як дисциплінарне покарання. Втім, його авторитет при дворі після цього випадку тільки зріс.

### Війни з Данією і Австрією
У 1864 році генерал-лейтенант Мантейфель взяв участь у війні з Данією. Після підписання миру з 1865 року — головнокомандувач пруськими військами в Шлезвіг-Гольштейні і губернатор Шлезвіга. У 1866 році брав участь у військовій раді в Берліні, на якій висловився за якнайшвидший початок війни з Австрійською імперією.
Після оголошення війни з Австрією в червні 1866 року очолив сформований на базі прусських військ в Шлезвігі окремий загін чисельністю в 15 тисяч чоловік, на чолі якого почав рішучий наступ на південь. Відкинувши слабкий австрійський корпус, зайняв Гольштейн, потім вторгся в Ганноверське королівство. Переслідуючи відступаючу ганноверську армію, завдав їй поразки при Лангензальці і 29 червня 1866 року змусив її до капітуляції. Потім об'єднався з прусською Майнською армією і в липні 1866 року брав участь у вторгненні до Королівства Баварія. Слабкі баварські війська також зазнали ряду поразок (біля Кіссінгена, Ашаффенбурга, Куабербішофсгайма) і до моменту підписання мирного договору 23 серпня 1866 року було витіснені з Північної Баварії.
Відразу після війни Мантойффель відвідав з відповідальною місією Російську імперію, де за дорученням Бісмарка провів важливі переговори з імператором Олександром II і канцлером Олександром Горчаковим. Метою переговорів було отримання згоди Росії на територіальні зміни за результатами війни і визнання нею нового балансу сил в центральній Європі. Дана місія була виконана ним цілком успішно.
Потім Мантойффель отримав призначення на посаду командира 9-го армійського корпусу в Шлезвіг-Гольштейні, але вважав себе ображеним цією пропозицією: по суті корпус являв собою той же самий, тільки в кілька збільшений загін, з яким він почав війну. Тим часом після успішних дій у війні і вдалої дипломатичної місії Мантойффель вимагав більш високого призначення. В знак протесту в 1867 році він вийшов у відставку. Однак в наступному році йому було запропоновано командування 1-м армійським корпусом в Кенігсберзі. Цей корпус вважався елітним і найбільш боєздатним з'єднанням прусської армії, тому Мантойффель прийняв нову пропозицію і повернувся на службу.

### Франко-прусська війна
З початком франко-пруської війни корпус Мантойффеля був перекинутий на фронт і брав участь у бойових діях у складі 1-ї прусської армії, активно діючи в Лотарингії. Брав участь в ряді успішних для пруссаків битв і в облозі Меца. Після капітуляції в Меці французької армії маршала Базена Мантойффель в жовтні 1870 року призначений командувачем 1-ю армією замість Карла фон Штайнмеца, і йому було доручено наступ на півночі Франції. Просуваючись до Ла-Маншу, в листопаді-грудні 1870 року армія Мантойффеля розбила в трьох боях французьку Північну армію генерала Федерба, спішно сформовану Урядом національної оборони і зайняла Ам'єн і Руан.
З січня 1871 року — командувач прусською Південною армією. На цій посаді він зумів зірвати наступ 90-тисячної французької Східної армії на чолі з Кленшаном на Бельфор, потім відрізав її від французької території і змусив перейти кордон зі Швейцарією, де французи були інтерновані.

### Вищі посади
Після закінчення війни Мантойффель був призначений командувачем окупаційною армією у Франції. З 1873 року перебував в Берліні, відігравав велику роль при Бісмарку і Мольтке. У 1876 і 1878 роках знову виконував дипломатичні доручення в Росії, причому був удостоєний високих почестей від імператора Олександра II, призначений шефом 4-го драгунського Катеринославського полку російської армії. З червня 1879 року і до кінця життя — генерал-губернатор Ельзас-Лотарингії.
Помер під час лікування на курорті Карлсбад в Австро-Угорщині.

## Нагороди[3]

### Прусське королівство
- Хрест «За вислугу років» (Пруссія)
- Пам'ятна медаль за війну 1864 року проти Данії
- Пам'ятний хрест за кампанію 1866
- Pour le Mérite з дубовим листям
  - орден (7 серпня 1866)
  - дубове листя (24 грудня 1870)
- Орден Червоного орла, великий хрест з дубовим листям і мечами
- Орден Святого Йоанна (Бранденбург), почесний лицар
- Залізний хрест 2-го і 1-го класу
- Великий хрест Залізного хреста (22 березня 1871)
- Орден Чорного орла з ланцюгом (16 червня 1871)
- Пам'ятна військова медаль за кампанію 1870-71

### Австро-Угорщина
- Орден Залізної Корони 1-го класу (1861)
- Орден Леопольда (Австрія), великий хрест (1863)
- Королівський угорський орден Святого Стефана, великий хрест (1872)

### Російська імперія
- Орден Святого Георгія 3-го ступеня (27 грудня 1870) — «За відзнаку у війні з французами.»
- Орден Святого Олександра Невського з діамантами
- Орден Святого Володимира 1-го ступеня
- Орден Андрія Первозванного

### Королівство Італія
- Вищий орден Святого Благовіщення (20 жовтня 1875)
- Орден Святих Маврикія та Лазаря, великий хрест (20 жовтня 1875)
- Орден Корони Італії, великий хрест (20 жовтня 1875)

### Баварське королівство
- Військовий орден Максиміліана Йозефа, великий хрест
- Орден Святого Михайла (Баварія), великий хрест
- Орден «За заслуги» (Баварія), великий хрест

### Мекленбург
- Орден Вендської корони, великий хрест з короною в золоті
- Хрест «За військові заслуги» (Мекленбург-Шверін) 1-го класу

### Інші країни
- Орден Альберта Ведмедя, великий хрест (Ангальтське герцогство; 25 січня 1854)
- Королівський гвельфський орден, командорський хрест 1-го класу (Ганноверське королівство; 1858)
- Орден Філіппа Великодушного, великий хрест з мечами (Велике герцогство Гессенське; 5 лютого 1861)
- Орден дому Саксен-Ернестіне, великий хрест (жовтень 1861)
- Орден Адольфа Нассау, великий хрест з мечами (березень 1865)
- Орден «За військові заслуги» (Вюртемберг), великий хрест (20 листопада 1871)
- Орден Бертольда I, лицарський хрест (Велике герцогство Баденське; 1877)
- Орден Генріха Лева, великий хрест з мечами (Брауншвейг-Люнебурзьке герцогство)
- Орден Заслуг герцога Петра-Фрідріха-Людвіга, великий хрест із золотою короною і мечами (Велике герцогство Ольденбурзьке)
- Орден Білого Сокола, великий хрест (Велике герцогство Саксен-Веймар-Айзенаське)
- Орден Рутової корони (Саксонське королівство)
- Медаль «За військові заслуги» (Ліппе)
- Орден Почесного легіону, великий офіцерський хрест (Друга французька імперія)
- Орден Меча, лицарський хрест (Швеція)